# 碑記橋
碑記橋位於重慶市涪陵區馬武鎮碑記關村。該橋始建於宋光宗紹熙五年（1194年），橋為單孔石拱橋，南北走向，橫跨東流溪，長31.5，寬5.3，高7.7，跨徑9.9，拱高6.6公尺，石板橋面，橋攔由素面石板砌成，攔高0.32，厚0.35公尺。1991年4月16日公佈為四川省第三批省級重點文物保護單位。2000年9月7日列為第一批重慶市文物保護單位。